# Kampala (wzgórze)
Kampala - wzgórze w stolicy Ugandy - Kampali
Góra Kampala swoją nazwę wywodzi od antylopy - impali. Pierwotnie znajdowało się tutaj łowisko kabaki Bugandy. Pod koniec XIX wieku lord Frederick Lugard, kazał na wzgórzu zbudować fort Brytyjskiej Imperialnej Kompanii Wschodnioafrykańskiej. Wokół umocnień powstała osada, która stała się zalążkiem późniejszego miasta Kampala.
Zabudowę pondóża wzgórza stanowią budynki usługowo-handlowe oraz apartamentowce. Od 2006 roku szczyt Kampali jest zdominowany przez znajdujący się na niej największy ugandyjski meczet, który został ufundowany przez przywódcę Libii, Muammara Kaddafiego.